# 펫첸코 빙하

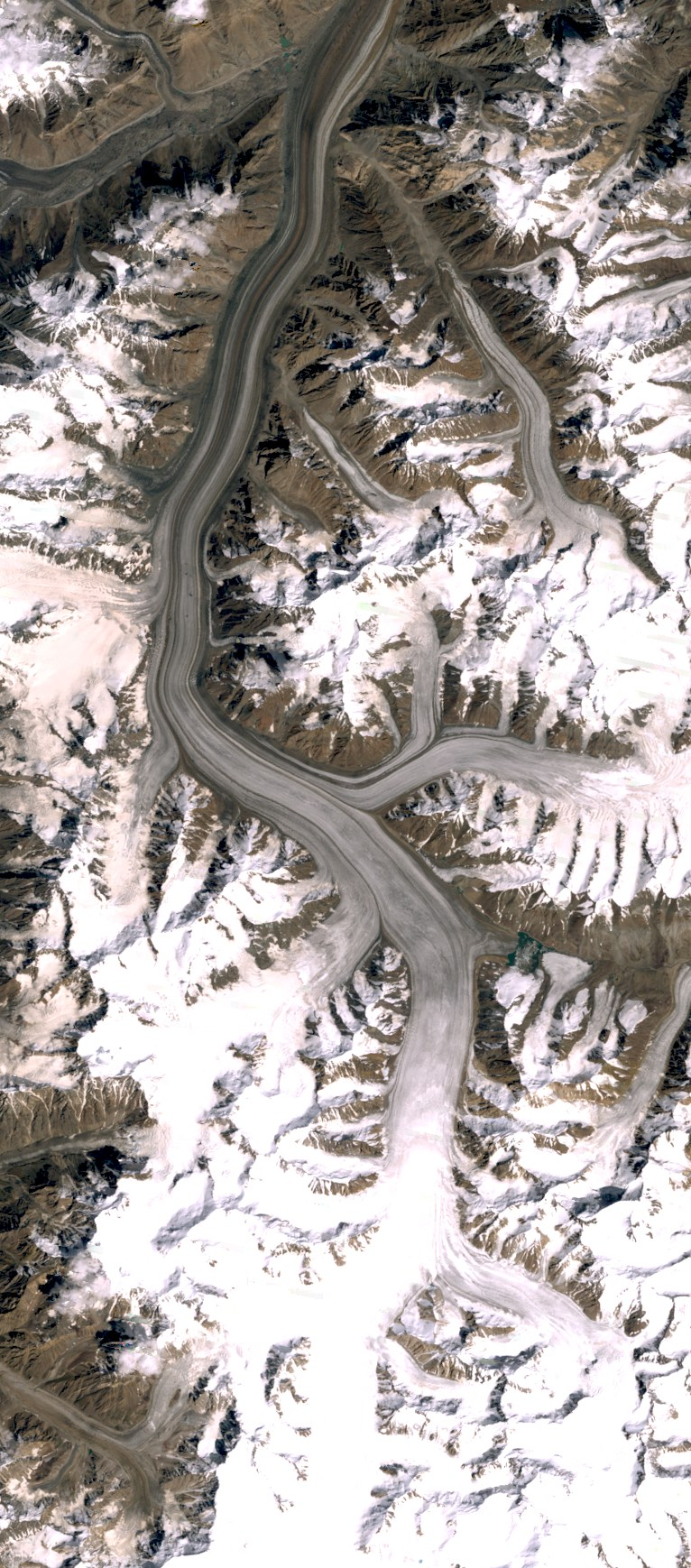
펫첸코 빙하의 위성사진

펫첸코 빙하(타지크어: Пиряхи Федченко)는 타지키스탄 파미르고원에 위치한 빙하이다. 이 빙하는 일반적으로 북쪽으로 해발 6,595m의 가르모산의 동쪽을 따라간다. 빙하는 해발 6,200m에서 시작하여 해발 2,909m의 키르기스스탄 국경 근처의 발란드키크강으로 흘러 들어간다. 이 곳의 물은 결국 묵수강, 수르호브강, 바흐시강, 아무다리야강을 흘러 아랄해로 흘러간다.

## 역사
펫첸코 빙하의 존재가 널리 알려지게 된 것은 1878년의 일이다. 그러나 독일과 소련과의 공동 조사단이 1928년 조사할 때까지 이 빙하 전체의 조사는 이루어지지 않았다. 이 빙하의 이름은 러시아의 탐험가 알렉세이 펫첸코의 이름을 따서 명명되었다. 그러나 알렉세이 펫첸코가 빙하를 발견한 것은 아니다.